# Мизула поплаве
Поплаве језера Мизуле (такође познате као Спокен поплаве или Брец поплаве) односе се на катаклизмичне поплаве које су се периодично јављале при крају последњег Леденог доба у источном делу савезне државе Вашингтон и низводно од кањона реке Колумбија. Појаве глацијалних поплава истражују се од 1920-их. Ове експлозивне поплаве јављале су се као последица периодичних и изненадних рушења ледене бране на реци Кларк Форк која је створила глацијално језеро Мизула. После сваког пуцања ледене бране, воде језера сручиле би се низ реке Кларк Форк и Колумбију, плавећи већи део источног Вашингтона и долине Виламета у западном Орегону. Након пуцања ледене бране формирала би се нова преграђујући ток реке и стварајући поново језеро Мизула.
Током последње деглацијације која се надовезала на крај последњег глацијалног максимума, геолози процењују да је циклус поплава и реформације језера трајао у просеку 55 година и да су се поплаве десиле неколико пута током периода од 2 000 година пре 15 000 до 13 000 година. Хидролог Џим О’Конор и научник шпанског Центра за животну средину Герард Бенито пронашли су доказ о најмање 25 масивних поплава. Највеће пражњење износило је приближно 10 кm³/h (2,7 милиона m³/s, 13 пута више од протицаја Амазона). Алтернативне процене максималног протицаја највеће поплаве обухватају опсег од 17 кm³/h до 60 кm³/h. Максимална брзина протока износила је приближно 36 m/s (130 кm/h).